# Center (condado de Rock)
Center es un pueblo ubicado en el condado de Rock en el estado estadounidense de Wisconsin. En el Censo de 2010 tenía una población de 1.066 habitantes y una densidad poblacional de 11,53 personas por km².

## Geografía
Center se encuentra ubicado en las coordenadas 42°42′56″N 89°11′7″O / 42.71556, -89.18528. Según la Oficina del Censo de los Estados Unidos, Center tiene una superficie total de 92.47 km², de la cual 92.37 km² corresponden a tierra firme y (0.1%) 0.09 km² es agua.

## Demografía
Según el censo de 2010, había 1.066 personas residiendo en Center. La densidad de población era de 11,53 hab./km². De los 1.066 habitantes, Center estaba compuesto por el 98.59% blancos, el 0.09% eran afroamericanos, el 0.09% eran amerindios, el 0.47% eran asiáticos, el 0% eran isleños del Pacífico, el 0.66% eran de otras razas y el 0.09% pertenecían a dos o más razas. Del total de la población el 1.13% eran hispanos o latinos de cualquier raza.